# Leucochrysa gloriosa
Leucochrysa gloriosa är en insektsart som först beskrevs av Banks 1910.  Leucochrysa gloriosa ingår i släktet Leucochrysa och familjen guldögonsländor. Inga underarter finns listade i Catalogue of Life.